# Stille
Stille es el quinto álbum de estudio de la banda de metal gótico alemana Lacrimosa, publicado en 1997 por la discográfica Hall Of Sermon (propiedad del mismo cantante de la banda, Tilo Wolff). Este disco tiene una duración de 71 minutos.
Este es el primer disco que se podría clasificar realmente como metal, con canciones en alemán y en inglés. La portada muestra al arlequín en un teatro sin público, un poco deprimido, portada parecida a la del disco en vivo, donde aparece el arlequín en el mismo escenario, pero él está tocando un violín en el teatro repleto de gente.

## Lista de canciones
1. "Der erste Tag" - El primer día
2. "Not every Pain hurts" - No todo el dolor lastima
3. "Siehst du mich im Licht?" - ¿Me ves en la luz?
4. "Deine Nähe" - Tu cercanía
5. "Stolzes Herz" - Corazón orgulloso
6. "Mein zweites Herz" - Mi segundo corazón
7. "Make it End" - Hazlo terminar
8. "Die Straße der Zeit" - La calle del tiempo
Bonus Track (México): "Ich bin der brennende Komet" - Yo soy el cometa ardiente
Bonus Track (México): "Mutatio Spiritus"

## Stolzes Herz
Es el sencillo resultante del álbum Stille. Está compuesto de cuatro canciones.
1. "Stolzes Herz" (Edit Version)
2. "Ich bin der brennende Komet"
3. "Mutatio Spiritus"
4. "Stolzes Herz" (Piano Version)